# Le Courage d'aimer
Pour les articles homonymes, voir Courage et Courage (homonymie).
Pour plus de détails, voir Fiche technique et Distribution.
Le Courage d'aimer est une comédie dramatique française réalisée par Claude Lelouch sortie le 29 juin 2005. 
Il est le résultat d'une refonte du premier volet (Les Parisiens) de la trilogie inachevée Le Genre humain avec des scènes du film qui devait en constituer le deuxième volet et qui aurait eu pour titre Le Bonheur, c'est mieux que la vie.

## Synopsis
Brochette de portraits éclectiques du genre humain parisiens « selon Lelouch » : artistes chanteurs, milieu du spectacle, soirées mondaines, hommes d'affaires, barmans de bar de nuit, clodos, commerçants, etc.

## Fiche technique
- Titre : Le Courage d'aimer
- Réalisateur : Claude Lelouch
- Producteur : Jean-Paul de Vidas
- Production : Les Films 13
- Scénariste : Claude Lelouch
- Dialoguiste : 
  - Claude Lelouch
  - Pierre Uytterhoeven
- Directeur de la photographie : 
  - Gérard de Battista
  - Jean-Marie Dreujou
- Ingénieur du son Harald Maury
- Compositeur : 
  - Francis Lai
  - Pierre Barouh
  - Boris Bergman
- Monteur : Stephane Mazalaigue
- Chef décorateur : François Chauvaud
- Costumiere : Karine Serrano
- Distribution : Les Films 13
- Pays :  France
- Genre : comédie dramatique
- Durée : 103 minutes
- Année de production : 2004
- Budget : 4,31 millions d'euros
- Box Office en France : 69 357 entrées
- N° de visa : 110 625
- Format : couleur
- Format de production : 35 mm
- Tourné en : Français
- Date de sortie : 
  - France : 29 juin 2005

## Distribution
Attention : le générique "par ordre d'apparition" qui défile à la fin du film est celui des "Parisiens" !!! Y figure donc Xavier Deluc qui n'apparait pourtant pas dans "Le courage d'aimer", ainsi que d'autres qui ont un rôle important dans "Les parisiens" mais n'apparaissent ici qu'en tant que figurants (notamment dans le plan des spectateurs à l'avant-première qui dure environ 10 secondes).
- Maïwenn : Shaa
- Massimo Ranieri : Massimo Brondi
- Mathilde Seigner : Anne / Clémentine (les jumelles)
- Michel Leeb : Michael Gorkini
- Arielle Dombasle : Sabine Duchemin
- Pierre Arditi : Pierre
- Ticky Holgado : Dieu
- Régis Bouquet : le clochard qui discute avec Dieu
- Francis Perrin : Didier, le patron du jazz-club
- Michèle Bernier : Tania, serveuse au jazz-club
- Patrick Fierry : Robert, chanteur au jazz-club
- Constantin Alexandrov : Bouba Sachs, le manager
- Jean-Michel Martial : l'assistant de Sachs
- Alexandra Kazan : Sylvie, assistante de Sachs
- Aïssatou Thiam (créditée Thiam) : Joséphine, l'épouse de Sachs
- Guillaume Cramoisan : Guillaume, l'auteur-compositeur
- Line Renaud : Line
- Pascaline Dargant : Sarah, la fille de Michael
- Manuel Gélin : Simon, le mari de Sarah
- Sara Forestier : Salomé, la petite-fille de Michael
- Grégori Derangère : l'agent immobilier
- Éric Viellard : Francesco, le chauffeur de Michael
- Lise Lamétrie : Lise, servante au château
- Yannick Soulier : Sami
- Cristiana Reali : la vendeuse de la bijouterie
- André Falcon : le directeur de la bijouterie
- Charles Gérard : lui-même, client de la bijouterie
- Vincenzo Martines : le client de la bijouterie qui achète le collier
- July Messéan : Sonia, la call-girl qui se fait acheter le collier
- Antoine Duléry : le patron du bar tabac, qui commandite le vol du collier
- Mireille Perrier : la femme sur les quais
- Cyrielle Clair : Patricia, l'épouse de Robert, le patron de presse
- Claude Lelouch : lui-même
- Alessandra Martines : elle-même
- Mathilde Vitry : Isabelle, l'épouse de Jean-Claude Bénichou
- Pierre Santini : Jean-Claude Bénichou, le metteur en scène
- Salomé Lelouch (créditée Salomé) : l'assistante de Bénichou
- Olivier Minne (crédité Olivier Mine) : le présentateur des Victoires
- Sarah Lelouch : la présentatrice des Victoires
- Pierre Barouh : le réalisateur de la pub
- Dominique Besnehard : l'agent de Sabine
- Anny Romand : la voyante qui lit l'avenir dans les yeux
- Nathalie Marchak : Olivia, la vendeuse de fleurs
- Laurent Couson : Laurent
- Eric Peter : le vigile qui interroge Shaa
- William Leymergie : le restaurateur
- Serge Moati : le curé qui officie au double mariage

Personnages du film "Les parisiens" qu'on peut voir en figuration parmi les spectateurs à l'avant-première :
- Robert Namias : Robert, le patron de presse
- Agnès Soral : Évelyne
- Evelyne Buyle : Catherine
- Richard Gotainer : Gérard
- Catherine Arditi : Marie
- Roger Van Hool : Guy, le commissaire époux de Sylvie
- Nadia Samir : Natacha, la patronne du bar tabac
- Roland Marchisio
- Sylvie Loeillet

## Distinctions
Le film fut nommé 3 fois aux Gérard du Cinéma 2006 et remporta le « Gérard de la Plus mauvaise actrice » pour Arielle Dombasle et le « Gérard de la Plus mauvaise actrice agaçante » pour Maïwenn.

## Autour du film
- Selon Pierre Bénichou, un rôle pour lequel il était pressenti et finalement tenu par Pierre Santini fut baptisé "Bénichou" en son honneur.